# Якубов, Владимир Николаевич
Владимир Николаевич Якубов (1890, Вологда — 1970) — советский журналист-нефтяник, издатель и редактор специализированной технической литературы, первый редактор журнала «Нефтяное хозяйство».

## Биография
Родился 4 сентября 1890 года в Вологде в семье врача губернской земской больницы Николая Ивановича Якубова.
Окончил гимназию (1909) и юрфак Петроградского университета (1915).
С марта 1917 по 1919 год работал в Петрограде под руководством горного инженера П. А. Пальчинского в различных учреждениях, связанных с разведкой недр.
В 1919 году вместе с Пальчинским переехал в Москву и поступил на службу в Главный сланцевый комитет.
По предложению И. М. Губкина взял на себя организацию «нефтяного» журнала и непосредственное руководство его изданием. 31 января 1920 г. коллегия Главконефти утвердила В. Н. Якубова ответственным секретарём редакционной коллегии «Известий Главконефти и Главсланца», а 24 июня — в должности ответственного редактора журнала «Нефтяное и сланцевое хозяйство». Он привлёк к сотрудничеству виднейших специалистов нефтяной отрасли. В 1923 г.  преподавал в Московской горной академии.
21 апреля 1928 г. П. А. Пальчинский был арестован (как бывший ответственный работник Временного правительства). 7 декабря 1930 г. В.Н. Якубова вызвали в ОГПУ и «временно задержали» , а 10 декабря выписан ордер на его арест.
23 июля 1931 г. Коллегия ОГПУ постановила заключить его в концлагерь сроком на 10 лет.
В. Н. Якубов принял участие в строительстве Беломоро-Балтийского канала. 31 мая 1935 г. освобожден по льготам. 1 июня 1935 г. зачислен техредактором в Управление строительством канала Волга — Москва в подмосковном Дмитрове. В августе 1937 г. уволен по сокращению штатов.
Поселился в Калязине и работал редактором в Государственном издательстве строительной литературы Наркомстроя.
20 октября 1945 г. судимость с В. Н. Якубова была снята. Он вернулся в Москву и по-прежнему продолжал свою редакторскую работу. В 1962 г. написал воспоминания о годах зарождения журнала.